# Коллер, Ян
Ян Ко́ллер (чеш. Jan Koller; род. 30 марта 1973[…], Сметанова-Лгота, Южно-Чешская область) — чешский футболист, нападающий. Игрок сборной Чехии (1999—2009). Известен своим высоким ростом (202 см) и мощными ударами по мячу, как ногами, так и головой. Лучший бомбардир в истории сборной Чехии (55 мячей).

## Карьера

### Клубная
Ян Коллер начал играть в футбол в 1978 году в команде родного села «Сметанова-Лгота». Свою футбольную карьеру он начинал в качестве вратаря, лишь позже переквалифицировавшись в нападающего. Отслужив в армии, Ян работал банковским служащим и играл за непрофессиональную команду ZVVZ Милевско. Свою профессиональную карьеру начал в возрасте 21 года в 1994 году в чешском клубе «Спарта». В первом сезоне Ян сыграл всего шесть матчей, которых забил один гол, но этого хватило, чтобы получить золотую медаль чемпиона Чехии. В следующем сезоне Коллер играл чаще (24 матча) и забивал больше (4 гола), сумев вместе с командой выиграть национальный Кубок. Всего за два года он сыграл 30 матчей и забил 5 голов. В 1996 году Коллер, будучи «свободным агентом», подписал контракт с бельгийским клубом «Локерен».
За «Локерен» в бельгийском первом дивизионе Коллер провёл 97 игр и забил 43 гола, став в 1999 году лучшим бомбардиром лиги. Затем он подписал контракт с клубом «Андерлехт». В своей новой команде Ян составил атакующий дуэт с канадским нападающим Томашем Радзински и в своём первом сезоне за «пурпурно-белых» был признан лучшим футболистом первого дивизиона. За два года провёл 65 матчей, забив 42 гола. По окончании сезона 2000/01 был куплен за € 13 млн немецким клубом «Боруссия» (Дортмунд).
В составе «Боруссии» Коллер провёл 5 сезонов, отыграв за это время 138 матчей и записав на свой счёт 59 забитых мячей. Наибольших успехов в Дортмунде Ян добивался в 2002 году, став чемпионом Германии и выйдя в финал Кубка УЕФА. В сезоне 2002/03 Коллер сумел отличиться как вратарь. Во второй половине матча против «Баварии» вратарь «чёрно-жёлтых» Йенс Леманн был удален с поля и Коллеру пришлось встать в ворота. Он отстоял всухую до конца матча, несмотря на хорошие возможности, которые были у Михаэля Баллака и других баварцев. По итогам тура Kicker включил Коллера в символическую сборную Бундеслиги на позиции вратаря.
В 2006 году Коллер подписал контракт с французским клубом «Монако». Полтора сезона во Франции оказались для Коллера не лучшими, хотя он и провёл за «Монако» 50 игр, забив 12 мячей, и Ян принимает решение вернуться в Германию, чтобы играть за «Нюрнберг». В оставшееся до конца сезона время он успел сыграть 14 игр и забить 2 гола. Впрочем это не спасло команду от вылета во Вторую Бундеслигу. 23 июня 2008 года Коллер был продан за € 1 млн российскому клубу «Крылья Советов»
В самарской команде чех дебютировал 12 июля 2008 года в гостевом матче против «Шинника». Счёт голам за новый клуб Ян открыл в своём восьмом матче, выездной игре против «Томи» 31 августа. На 66-й минуте он замкнул головой фланговую подачу Сергея Будылина. Всего Коллер принял участие в 46 матчах чемпионата России и забил в них 16 голов. В 2009 году финансовое положение команды ухудшилось и 5 декабря Ян перешёл в клуб французской Лиги 3 «Канн».
В первом же матче за новый клуб 16 января 2010 года открыл счёт голам. В сезоне 2009/10 успел провести 15 игр и забил 4 мяча. В следующем сезоне Ян стал третьим бомбардиром, забив 16 мячей в 29 матчах.
17 августа 2011 года в интервью чешскому агентству ČTK Коллер объявил о завершении карьеры профессионального футболиста. В данный момент он выступает за любительскую команду родного села — AFK «Smetanova Lhota».

### Карьера в сборной
Выступал в сборной Чехии с 1999 по 2009 год, сыграл в 90 матчах и стал лучшим бомбардиром в истории национальной команды, забив 55 мячей. Он забил дебютный для Чехии гол на чемпионатах мира в 2006 году в игре против США, закончившейся победой чехов со счетом 3:0.
1 сентября 2001 года Коллер на 40-й минуте получил прямую красную карточку в матче против Исландии за плевок в лицо одному из исландских игроков. После удаления Коллера исландцы забили трижды, выиграв 3:1.
В апреле 2008 года объявил о завершении карьеры в национальной команде после выступления на Евро-2008. На этом турнире Коллер сыграл во всех трёх матчах группового этапа и забил один мяч, открыв счёт ударом головой в последнем и решающем матче против сборной Турции, закончившемся неудачно для Чехии — 2:3. В 2009 году провёл ещё один матч за сборную Чехии.
21 июля 2013 года Коллер дебютировал в составе сборной Чехии по пляжному футболу, где его команда переиграла Словакию, а сам нападающий отметился одним голом.
За свою карьеру в сборной Ян Коллер также отметился красной карточкой: 1 сентября 2001 года в игре против Исландии, которую чехи проиграли 1:3, он плюнул в лицо исландцу Херманну Хрейдарссону и был удалён на 40-й минуте за эту выходку.

## Достижения

### Командные
«Спарта»
- Чемпион Чехии: 1994/95
- Обладатель Кубка Чехии: 1995/96

«Андерлехт»
- Чемпион Бельгии: 1999/00, 2000/01
- Обладатель Суперкубка Бельгии: 2000
- Обладатель Кубка бельгийской лиги: 2000

«Боруссия» Дортмунд
- Чемпион Германии: 2001/02
- Финалист Кубка УЕФА: 2001/02

Сборная Чехии
- Бронзовый призёр чемпионата Европы: 2004

### Личные
- Лучший бомбардир чемпионата Бельгии сезона 1998/99
- Футболист года в Чехии: 1999
- Бельгийская «Золотая бутса» (как лучшему футболисту) 2000
- Лучший бомбардир в истории сборной Чехии — 55 голов

## Личная жизнь
Бывшая жена (2004—2019) — Хедвика Коллерова (урождённая Канькова), работала моделью, ранее была замужем за футболистом Павлом Горватом. Дочери от Хедвики: Хедвика (род. 2002 или 2003) и Катержина (род. 2007 или 2008).

## Интересные факты
Во время игр надевал контактные линзы.

## Статистика выступлений
| Клуб             | Сезон           | Чемпионат | Чемпионат | Национальный кубок | Национальный кубок | Еврокубки | Еврокубки | Всего | Всего |
| Клуб             | Сезон           | Матчи     | Голы      | Матчи              | Голы               | Матчи     | Голы      | Матчи | Голы  |
| ---------------- | --------------- | --------- | --------- | ------------------ | ------------------ | --------- | --------- | ----- | ----- |
| «Спарта» (Прага) | 1994/95         | 6         | 1         | 0                  | 0                  | 0         | 0         | 6     | 1     |
| «Спарта» (Прага) | 1995/96         | 23        | 4         | 0                  | 0                  | 0         | 0         | 23    | 4     |
| «Локерен»        | 1996/97         | 31        | 8         | 0                  | 0                  | 0         | 0         | 31    | 8     |
| «Локерен»        | 1997/98         | 33        | 11        | 0                  | 0                  | 0         | 0         | 33    | 11    |
| «Локерен»        | 1998/99         | 33        | 24        | 5                  | 3                  | 0         | 0         | 38    | 27    |
| «Андерлехт»      | 1999/00         | 33        | 20        | 12                 | 10                 | 0         | 0         | 45    | 30    |
| «Андерлехт»      | 2000/01         | 32        | 22        | 5                  | 2                  | 13        | 4         | 50    | 28    |
| «Боруссия»       | 2001/02         | 33        | 11        | 1                  | 0                  | 13        | 6         | 47    | 17    |
| «Боруссия»       | 2002/03         | 34        | 13        | 0                  | 0                  | 12        | 8         | 46    | 21    |
| «Боруссия»       | 2003/04         | 32        | 16        | 0                  | 0                  | 3         | 0         | 35    | 16    |
| «Боруссия»       | 2004/05         | 30        | 15        | 0                  | 0                  | 0         | 0         | 30    | 15    |
| «Боруссия»       | 2005/06         | 9         | 4         | 0                  | 0                  | 0         | 0         | 9     | 4     |
| «Монако»         | 2006/07         | 32        | 8         | 0                  | 0                  | 0         | 0         | 32    | 8     |
| «Монако»         | 2007/08         | 18        | 4         | 0                  | 0                  | 0         | 0         | 18    | 4     |
| «Нюрнберг»       | 2007/08         | 14        | 2         | 0                  | 0                  | 0         | 0         | 14    | 2     |
| «Крылья Советов» | 2008            | 18        | 7         | 0                  | 0                  | 0         | 0         | 18    | 7     |
| «Крылья Советов» | 2009            | 28        | 9         | 0                  | 0                  | 0         | 0         | 28    | 9     |
| «Канн»           | 2009/10         | 15        | 4         | 0                  | 0                  | 0         | 0         | 15    | 4     |
| «Канн»           | 2010/11         | 29        | 6         | 0                  | 0                  | 0         | 0         | 29    | 6     |
| Всего за карьеру | Чехия           | 29        | 5         | 0                  | 0                  | 0         | 0         | 29    | 5     |
| Всего за карьеру | Бельгия         | 162       | 85        | 22                 | 15                 | 13        | 4         | 197   | 104   |
| Всего за карьеру | Германия        | 152       | 61        | 1                  | 0                  | 28        | 14        | 181   | 75    |
| Всего за карьеру | Франция         | 94        | 32        | 0                  | 0                  | 0         | 0         | 94    | 32    |
| Всего за карьеру | Россия          | 46        | 16        | 0                  | 0                  | 0         | 0         | 46    | 16    |
| Во всех странах  | Во всех странах | 483       | 199       | 23                 | 15                 | 41        | 10        | 547   | 224   |